# Steve Mvoué
Steve Regis Mvoué (* 2. Februar 2002 in Yaoundé) ist ein kamerunischer Fußballspieler. Der offensive Mittelfeldakteur steht seit September 2024 beim Drittligisten Paris 13 Atletico in Frankreich unter Vertrag.

## Karriere

### Verein
Mvoué begann seine Karriere in seinem Heimatland Kamerun bei der AS Azur Star de Yaoundé. Im Juli 2020 wechselte er nach Frankreich zum Zweitligisten FC Toulouse. Dort wurde er zunächst aufgrund einer Verletzung nicht für den Spieltagskader berücksichtigt. Im Januar 2021 debütierte er dann im Coupe de France für die erste Mannschaft im Spiel gegen Chamois Niort, als er in der 62. Minute eingewechselt wurde. Auch in den folgenden Runden des französischen Fußballpokals kam der Kameruner zum Einsatz. In der Liga lief er erstmals am letzten Spieltag der Saison 2020/21 auf, wo er in der zweiten Hälfte aufgrund eines Foulspiels des Platzes verwiesen wurde. Die folgende Spielzeit verlief für den Spieler ähnlich – im Pokal stand er in vier von fünf möglichen Spielen in der Startelf, in der Ligue 2, die seine Mannschaft als Meister beendete, kam er in drei Partien zum Einsatz. Darüber hinaus absolvierte er noch sechs Spiele für die zweite Mannschaft. Im September 2022 folgte dann der Wechsel zum belgischen Erstligisten RFC Seraing mit einem Vertrag bis 2024. Mvoué bestritt 22 von 27 möglichen Ligaspielen für Seraing, in denen er ein Tor schoss, sowie zwei Pokalspiele. Zum Ende der Saison stieg Seraing in die Division 1B ab. Anschließend spielte er noch ein halbes Jahr dort und wechselte am 25. Januar 2024 weiter zum portugiesischen Erstligisten Portimonense SC. Nachdem er bis Saisonende nur drei Mal zum Einsatz gekommen war, verließ er den Klub wieder und war bis zum 11. September 2024 vereinslos, ehe ihn der französischen Drittligisten Paris 13 Atletico unter Vertrag nahm.

### Nationalmannschaft
Mvoué kam von 2016 bis 2019 für die kamerunische U-17-Auswahl in 19 Partien zum Einsatz und erzielte dabei elf Treffer. Dabei gewann er den Afrika-Cup 2017 und nahm später an der U-17-Weltmeisterschaft in Brasilien teil. Am 9. Juni desselben Jahres debütierte er auch für die A-Nationalmannschaft in einem Freundschaftsspiel gegen Sambia (2:1) und wurde dort in der 68. Minute für Paul-Georges Ntep eingewechselt.

## Sonstiges
Sein älterer Bruder Stéphane Zobo (* 2000) ist ebenfalls Fußballer und spielt momentan für den französischen Fünftligisten Lyon – La Duchère. Auch Mutter Marie Mvoué war früher für die kamerunische Nationalmannschaft aktiv.